# 奥斯卡·奥索里奥
奥斯卡·奥索里奥·埃尔南德斯（1910年12月14日—1969年3月6日），萨尔瓦多總統、军人、政治家。奥斯卡·奥索里奥出任总统期间，萨尔瓦多经济取得了极大的发展，也改善了工人的生活情况。

## 早年生活
奥索里奥于1910年12月14日出生在萨尔瓦多西部的松索纳特。他曾辗转于萨尔瓦多全国各地受教育，后到意大利的都灵军事学院进修三年。
1948年12月14日，萨尔瓦多的青年军人对总统发动政变，总统萨尔瓦多·卡斯塔涅达·卡斯特罗被驱逐。之后奥索里奥成为了赴墨西哥使团的随员，并成功的进入了革命政府委员会。革命政府委员会时期被称为“黄金时代”。奥斯卡·奥索里奥上校和他的革命民主统一党在此期间改善了工人阶级的住房和健康状况。并且修订了新宪法。1950年的新宪法规定了妇女的选举权。将每两年选举一次立法议会，并保证18岁以上的男女享有选举权。总统的任期被定为六年，且不能连任。
在1950年的选举中，奥斯卡·奥索里奥代表革命民主统一党击败了唯一的反对党复兴行动党候选人何塞·阿森西奥·梅嫩德斯。

## 萨尔瓦多总统 （1950年-1956年）
奥索里奥政府正逢萨尔瓦多繁荣时期，当时咖啡和棉花价格急剧上涨，在此期间他通过了一项社会改革计划，引入了针对城镇工人的社会保障和建立城市住房研究所，这段时间，萨尔瓦多工人生活状态得到了显著的改善。在此期间，奥索里奥兴修了大量工程，包括“11月5日”水电大坝和沿海公路。
然而这一时期另外一个显著的特征是政府对工人运动的镇压。奥索里奥政府反对萨尔瓦多的工人阶级组织，试图镇压工人阶级。尽管力度不及1932年，还是有众多的左翼人士遭到了监禁，如学生领袖加夫列尔·加耶戈和工人领袖萨尔瓦多·卡耶塔诺·卡尔皮奥。
1956年下台后，奥索里奥迁居美国，后因肾脏衰竭并发肺炎在美国得克萨斯州休斯顿的卫理公会医院死亡。